# Gmina Krupski Młyn
Die Gmina Krupski Młyn [ˈkrupski ˈmwyn] ist eine Landgemeinde im Powiat Tarnogórski der Woiwodschaft Schlesien in Polen. Ihr Sitz ist das gleichnamige Dorf (deutsch Kruppamühle) mit etwa 2000 Einwohnern.

## Geographie

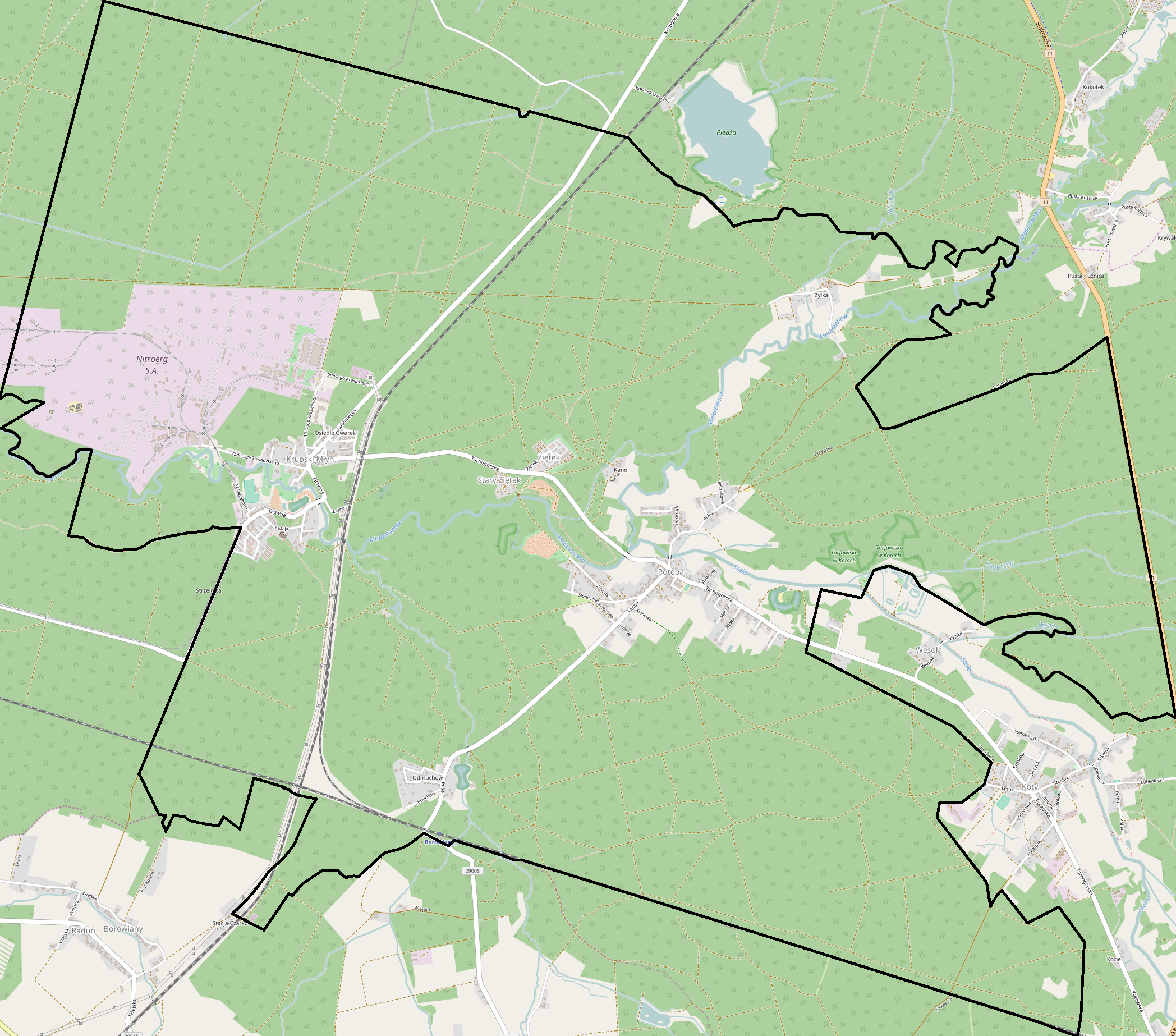
Karte der Landgemeinde

Die Gemeinde liegt im Westen der Woiwodschaft und grenzt an die Woiwodschaft Opole. Katowice (Kattowitz) liegt etwa 50 Kilometer südöstlich. Nachbargemeinden sind Pawonków und Lubliniec im Norden, Tworóg im Osten, Wielowieś im Süden und Zawadzkie im Westen.
Die Landschaft gehört zum schlesischen Tiefland. Der höchste Punkt der Gemeinde, ein Hügel zwischen Krupski Młyn und Borowiany hat eine Höhe von 254 m n.p.m. Zu den Gewässern gehören die Mała Panew (Malapane), ihr Zufluss Piła (auch Liganzja, Piela/Liganzie-Graben) Die mäandrierenden Läufe beider Gewässer sind in der Region einzigartig. Der Waldteich Borowiany im Osten des Orts Odmuchów ist seit September 1995 ein ökologisches Schutzgebiet mit einer Fläche von 2,1 Hektar. erfasst. Die Gelbe Teichrose gehört zu den geschützten Arten. Der Teich ist durch aufstauen der Piła entstanden. Das Umland des Orts ist reich bewaldet, 80,3 Prozent der Gemeindefläche sind von Wäldern bedeckt. Neben dem vorherrschenden Nadelwald sind die Wasserläufe von Ufer- und Erlenwaldgesellschaften gesäumt.

## Geschichte
Die Gemeinde liegt in Oberschlesien. Nach dem Ersten Schlesischen Krieg 1742 kam die Region von den Habsburgern an das Königreich Preußen. Nach der Volksabstimmung in Oberschlesien blieb das Gemeindegebiet beim Deutschen Reich. Die neue Staatsgrenze verlief etwa zehn Kilometer östlich. In der NS-Zeit wurden im Februar 1936 die Orte umbenannt. Als Folge des Zweiten Weltkriegs fiel Schlesien 1945 an Polen
Krupski Młyn bekam 1955 den Status einer Osiedle, in die 1961 Potępa eingegliedert wurde und die Ende 1972 in die Gmina Krupski Młyn umgewandelt wurde. Diese wurde 1977 aufgelöst und die Orte in die Landgemeinde Tworóg eingegliedert. Die Landgemeinde Krupski Młyn wurde 1991 aus der Nachbargemeinde Tworóg ausgegründet. Ihr Gebiet kam 1950 von der ehemaligen Woiwodschaft Schlesien zur Woiwodschaft Katowice (1953–1956 Woiwodschaft Stalinogrodzkie), diese wurde 1975 im Zuschnitt stark verkleinert. Zum 1. Januar 1999 kam die Gemeinde zur Woiwodschaft Schlesien neuen Zuschnitts und zum 1975 aufgelösten Powiat Tarnogórski.

## Gliederung
Zur Landgemeinde (gmina wiejska) Krupski Młyn gehören zwei Dörfer mit einem Schulzenamt (sołectwo):
- Krupski Młyn (Kruppamühle)
- Potępa (Potempa, 1936–1945 Wüstenrode)

Zum Schulzenamt Krupski Młyn gehört der Weiler Ziętek (Zientek-Mühle). Zum Schulzenamt Potępa gehören die Siedlung Kanol (Neu Zulkau) und die kleineren Ortschaften Odmuchów (Ottmuchow/Ottwald) und Żyłka (Alt Zulkau).

## Verkehr
Eine Powiatstraße führt von Kielcza (Keilerswalde) über Krupski Młyn nach Norden zur Landesstraße DK11. Eine weitere Powiatstraße führt von Krupski Młyn über Potępa nach Tworóg, wo sie ebenfalls die DK11 erreicht.
Die nächsten Bahnhöfe sind Lubliniec und Tarnowskie Góry. Die beiden ehemaligen Bahnhöfe Borowiany und Czarków bestanden an den Bahnstrecken Tarnowskie Góry–Opole bzw. Pyskowice–Lubliniec. Sie werden seit Dezember 2011 bzw.seit Oktober 1973 nicht mehr bedient.
Der nächste internationale Flughafen ist Katowice.